# Anne Ducros

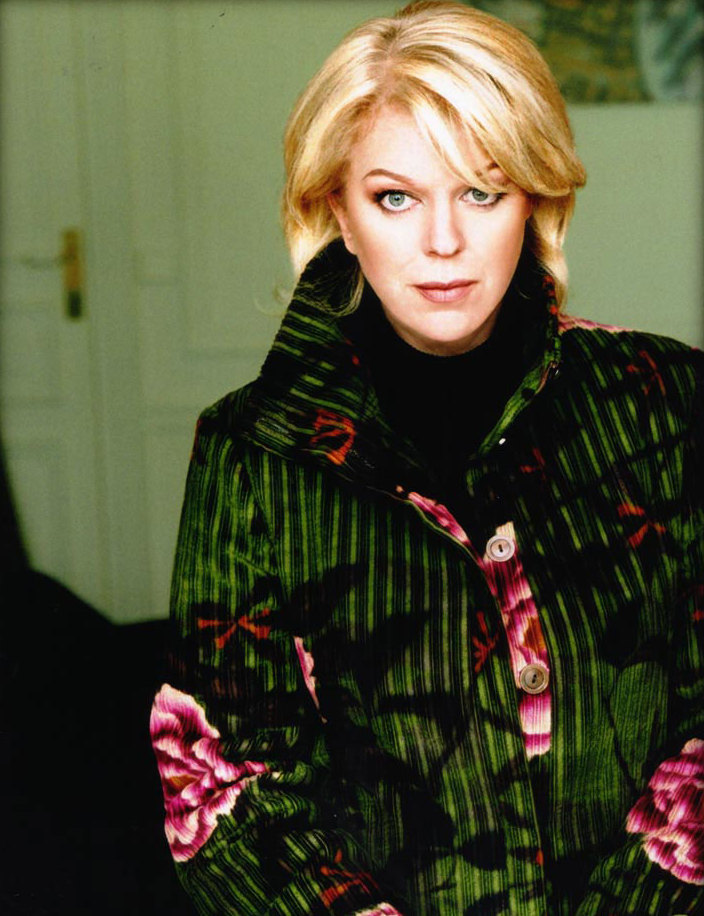
Anne Ducros

Anne Ducros (* 1. Dezember 1959 in Longfossé im Département Pas-de-Calais) ist eine französische Jazz-Sängerin.

## Leben und Wirken
Ducros studierte Gesang am Konservatorium von Boulogne-sur-Mer und studierte danach Jura in Lille, wobei sie nebenbei Gesangsstunden nahm. Neben Barockmusik wandte sie sich auch schon dem Jazz zu und übte Scat-Gesang nach Vorbildern wie Ella Fitzgerald und Sarah Vaughan. Sie gründete ein eigenes Quartett und nahm 1989 ihr erstes Album „Don´t you take a change“ auf. Sie begann in Jazzclubs zu touren, wobei sie beispielsweise von René Urtreger begleitet wurde. Ab 2001 nahm sie bei Dreyfuss Jazz auf, zuerst „Purple Song“ mit dem Pianisten Gordon Beck und Didier Lockwood, gefolgt 2003 von „Close your Eyes“ mit Toots Thielemans und Minino Garay, 2005 „Piano..Piano“ mit Chick Corea und Jacky Terrasson sowie Enrico Pieranunzi und Urtreger am Klavier (u. a. mit Jacques Préverts „Les Feuilles Mortes“) und „Urban Tribe“ 2007 mit Olivier Hutman am Klavier, in dem sie u. a. Titel der Beatles und von Otis Redding interpretiert. Sie arbeitete auch mit Sarah Morrow.
1986 erhielt sie einen Preis als beste Solistin und Sängerin beim Jazzfestival in Dünkirchen, 1989 erste Preise beim Festival in Wien. 2001 erhielt sie den „Prix Billie Holiday“ der Académie du Jazz in Paris. 2002 gewann sie einen Django d’Or (Frankreich). 2002 erhielt sie einen „Victoire de la Musique“ und 2003 einen „Les Victoires du Jazz“ (jeweils als bester Vokalkünstler).
1992 bis 1993 unterrichtete sie am ARPEJ in Paris und ist seit 1994 Direktorin der Jazz-Vokalschule „Prélude“ in Paris. Außerdem gibt sie auch im Ausland Meister-Klassen.